# 馬場憲一
馬場 憲一（ばば けんいち、1947年11月1日 - ）は、日本の歴史学者で歴史的文化環境の研究者。
法政大学名誉教授。博士（文学）。専門は、歴史学（地域史学）、文化遺産学、文化環境政策学などで、研究領域は、地域社会における文化遺産の保存と活用、地域博物館・エコミュージアムのあり方、歴史的環境の形成と文化遺産保護の歴史、近世社会の地域支配システムなど。

## 経歴
東京都生まれ。1974年、法政大学大学院人文科学研究科修士課程日本史学専攻を修了し、1977年、同博士課程日本史学専攻単位修得（満期退学）。 1996年、法政大学より博士（文学）の学位を授与。
1976年から24年間、東京都教育庁に学芸員(学芸研究職)として在職し、文化財の調査・研究をはじめ文化財保護行政、博物館建設構想などに従事。
2000年、法政大学現代福祉学部および同大学院人間社会研究科教授に就任。法政大学在職中は2005年4月から在外研究員として1年間イギリスに滞在し文化遺産保護の実態と地域社会との関わりに関する調査研究に従事し、帰国後は大学院人間社会研究科長(2009年4月～2012年3月)、大学院多摩共生社会研究所所長(2012年4月～2018年3月)、多摩図書館長(2013年4月～2016年3月)、大学史委員長(2013年4月～2018年3月)などを歴任。
2018年4月からは、法政大学名誉教授となり、法政大学エコ地域デザイン研究センター客員研究員、同大学院多摩共生社会研究所特任研究員として研究活動に従事。
学会には日本文化政策学会桂冠会員、日本エコミュージアム研究会理事、関東近世史研究会評議員などとして活動に関わり、社会的には公益財団法人たましん地域文化財団理事、三鷹市・品川区・青梅市・中央区・国立市の文化財保護審議会委員、飯能市立博物館協議会委員などに就任し活動中である。

## 著書
- 『板橋区史跡散歩 （東京史跡ガイド19）』　学生社、1993年　ISBN 978-4311419690
- 『近世都市周辺の村落と民衆』　雄山閣出版、1995年　ISBN 978-4639012924
- 『地域文化政策の新視点-文化遺産保護から伝統文化の継承へ』　雄山閣出版、1998年　ISBN 978-4639015574
- 『多摩の代官』（共著）　たましん地域文化財団、1999年　ISBN 978-4877510671
- 『歴史的環境の形成と地域づくり』（編著）　名著出版〈法政大学地域研究センター叢書〉、2005年　ISBN 978-4626016973
- 『大久保長安に迫る－徳川家康の天下を支えた総代官』（共著） 揺籃社、2013年　ISBN 978-4-89708-333-9
- 『文化遺産の保存活用とNPO』（共編著） 岩田書院、2012年 ISBN 978-4872947366
- 『古文書にみる武州御嶽山の歴史』（共編著） 岩田書院、2015年　ISBN 978-4872949087